# Zhongwei
Zhongwei (kinesisk: 中卫; pinyin: Zhōngwèi) er et bypræfektur i den autonome region Ningxia Hui i Folkerepublikken Kina. Det har et areal på 16.986 km² og en befolkning på 1.041.821 mennesker, med en tæthed på 61.3 indb./km2 (2008).

## Administrative enheder
Bypræfekturet Zhongwei har jurisdiktion over et distrikt (区 qū) og 2 amter (县 xiàn). 
| Kart               | Kart      | Kart     | Kart           | Kart                   | Kart        | Kart      |
| ------------------ | --------- | -------- | -------------- | ---------------------- | ----------- | --------- |
| Kort over Zhongwei |           |          |                |                        |             |           |
| #                  | Navn      | Hanzi    | Pinyin         | Befolkning (2003 est.) | Areal (km²) | Indb./km² |
| Distrikter         |           |          |                |                        |             |           |
| 1                  | Shapotou  | 沙坡头区 | Shāpōtóu Qū    | 350.000                | 4.633       | 76        |
| Amter              |           |          |                |                        |             |           |
| 2                  | Zhongning | 中宁县   | Zhōngníng Xiàn | 410.000                | 2.841       | 144       |
| 3                  | Haiyuan   | 海原县   | Hǎiyuán Xiàn   | 380.000                | 6.979       | 54        |